# Wizkid/Diskografie
Diese Diskografie ist eine Übersicht über die musikalischen Werke des nigerianischen Musiker Wizkid. Den Schallplattenauszeichnungen zufolge hat er bisher mehr als 37,9 Millionen Tonträger verkauft, davon alleine in seiner Heimat über 450.000 Millionen. Seine erfolgreichste Veröffentlichung ist die Single One Dance mit über 21,3 Millionen verkauften Einheiten.

## Alben

### Studioalben
| Jahr | Titel Musiklabel                                               | Höchstplatzierung, Gesamtwochen, AuszeichnungChartplatzierungen (Jahr, Titel, Musiklabel, Platzierungen, Wochen, Auszeichnungen, Anmerkungen) | Höchstplatzierung, Gesamtwochen, AuszeichnungChartplatzierungen (Jahr, Titel, Musiklabel, Platzierungen, Wochen, Auszeichnungen, Anmerkungen) | Höchstplatzierung, Gesamtwochen, AuszeichnungChartplatzierungen (Jahr, Titel, Musiklabel, Platzierungen, Wochen, Auszeichnungen, Anmerkungen) | Höchstplatzierung, Gesamtwochen, AuszeichnungChartplatzierungen (Jahr, Titel, Musiklabel, Platzierungen, Wochen, Auszeichnungen, Anmerkungen) | Höchstplatzierung, Gesamtwochen, AuszeichnungChartplatzierungen (Jahr, Titel, Musiklabel, Platzierungen, Wochen, Auszeichnungen, Anmerkungen) | Höchstplatzierung, Gesamtwochen, AuszeichnungChartplatzierungen (Jahr, Titel, Musiklabel, Platzierungen, Wochen, Auszeichnungen, Anmerkungen) | Anmerkungen                             |
| Jahr | Titel Musiklabel                                               | NG | DE | AT | CH | UK | US | Anmerkungen                             |
| ---- | -------------------------------------------------------------- | --- | --- | --- | --- | --- | --- | --------------------------------------- |
| 2011 | Superstar Empire Mates Entertainment                           | — | — | — | — | — | — | Erstveröffentlichung: 12. Juni 2011     |
| 2014 | Ayo Empire Mates Entertainment                                 | NG54 (… Wo.)NG | — | — | — | — | — | Erstveröffentlichung: 2014              |
| 2017 | Sounds from the Other Side Starboy Entertainment / RCA Records | — | — | — | — | UK91 (1 Wo.)UK | US107 (1 Wo.)US | Erstveröffentlichung: 14. Juli 2017     |
| 2020 | Made in Lagos Starboy Entertainment / RCA Records              | NG17 (… Wo.)NG | — | — | CH73 Gold · (1 Wo.)CH | UK15 Gold · (6 Wo.)UK | US28 Gold · (22 Wo.)US | Erstveröffentlichung: 30. Oktober 2020  |
| 2022 | More Love, Less Ego Starboy Entertainment / RCA Records        | NG1 (… Wo.)NG | — | — | CH54 (1 Wo.)CH | UK16 (2 Wo.)UK | US59 (1 Wo.)US | Erstveröffentlichung: 11. November 2022 |
| 2024 | Morayo Starboy Entertainment / RCA Records                     | NG1 (… Wo.)NG | — | — | CH35 (1 Wo.)CH | UK14 (… Wo.)UK | US98 (1 Wo.)US | Erstveröffentlichung: 22. November 2024 |

### Kompilationen
- 2012: Empire Mates State of Mind

### EPs
| Jahr | Titel Musiklabel | Höchstplatzierung, Gesamtwochen, AuszeichnungChartplatzierungen (Jahr, Titel, Musiklabel, Platzierungen, Wochen, Auszeichnungen, Anmerkungen) | Höchstplatzierung, Gesamtwochen, AuszeichnungChartplatzierungen (Jahr, Titel, Musiklabel, Platzierungen, Wochen, Auszeichnungen, Anmerkungen) | Höchstplatzierung, Gesamtwochen, AuszeichnungChartplatzierungen (Jahr, Titel, Musiklabel, Platzierungen, Wochen, Auszeichnungen, Anmerkungen) | Höchstplatzierung, Gesamtwochen, AuszeichnungChartplatzierungen (Jahr, Titel, Musiklabel, Platzierungen, Wochen, Auszeichnungen, Anmerkungen) | Höchstplatzierung, Gesamtwochen, AuszeichnungChartplatzierungen (Jahr, Titel, Musiklabel, Platzierungen, Wochen, Auszeichnungen, Anmerkungen) | Höchstplatzierung, Gesamtwochen, AuszeichnungChartplatzierungen (Jahr, Titel, Musiklabel, Platzierungen, Wochen, Auszeichnungen, Anmerkungen) | Anmerkungen                             |
| Jahr | Titel Musiklabel | NG | DE | AT | CH | UK | US | Anmerkungen                             |
| ---- | ---------------- | --- | --- | --- | --- | --- | --- | --------------------------------------- |
| 2023 | S2 RCA Records   | NG1 (58 Wo.)NG | — | — | — | — | — | Erstveröffentlichung: 21. Dezember 2023 |

## Singles

### Als Leadmusiker
| Jahr | Titel Album                                   | Höchstplatzierung, Gesamtwochen, AuszeichnungChartplatzierungen (Jahr, Titel, Album, Platzierungen, Wochen, Auszeichnungen, Anmerkungen) | Höchstplatzierung, Gesamtwochen, AuszeichnungChartplatzierungen (Jahr, Titel, Album, Platzierungen, Wochen, Auszeichnungen, Anmerkungen) | Höchstplatzierung, Gesamtwochen, AuszeichnungChartplatzierungen (Jahr, Titel, Album, Platzierungen, Wochen, Auszeichnungen, Anmerkungen) | Höchstplatzierung, Gesamtwochen, AuszeichnungChartplatzierungen (Jahr, Titel, Album, Platzierungen, Wochen, Auszeichnungen, Anmerkungen) | Höchstplatzierung, Gesamtwochen, AuszeichnungChartplatzierungen (Jahr, Titel, Album, Platzierungen, Wochen, Auszeichnungen, Anmerkungen) | Höchstplatzierung, Gesamtwochen, AuszeichnungChartplatzierungen (Jahr, Titel, Album, Platzierungen, Wochen, Auszeichnungen, Anmerkungen) | Anmerkungen                                                                       |
| Jahr | Titel Album                                   | NG | DE | AT | CH | UK | US | Anmerkungen                                                                       |
| --- | --------------------------------------------- | --- | --- | --- | --- | --- | --- | --------------------------------------------------------------------------------- |
| 2017 | Come Closer Sounds from the Other Side        | — | — | — | CH98 Gold · (1 Wo.)CH | UK58 Gold · (10 Wo.)UK | US— PlatinUS | Erstveröffentlichung: 31. März 2017 feat. Drake                                   |
| 2018 | Energy (Stay Far Away) –                      | — | — | — | — | UK59 Platin · (15 Wo.)UK | — | Erstveröffentlichung: 20. Juni 2018 mit Skepta                                    |
| 2018 | Fever –                                       | — | — | — | — | — | — | Erstveröffentlichung: 30. September 2018                                          |
| 2019 | Brown Skin Girl The Lion King: The Gift       | — | — | — | — | UK42 Silber · (6 Wo.)UK | US76 Gold · (1 Wo.)US | Erstveröffentlichung: 23. Juli 2019 mit Beyoncé & Saint Jhn feat. Blue Ivy Carter |
| 2019 | Joro –                                        | — | — | — | CH— PlatinCH | UK— AUK | US— GoldUS | Erstveröffentlichung: 30. September 2019 mit Krept & Konan                        |
| 2020 | Smile Made in Lagos                           | — | — | — | — | — | — | Erstveröffentlichung: 16. Juli 2020 feat. H.E.R.                                  |
| 2020 | No Stress Made in Lagos                       | — | — | — | — | — | — | Erstveröffentlichung: 17. September 2020                                          |
| 2020 | Ginger Made in Lagos                          | — | — | — | CH— GoldCH | UK67 Silber · (1 Wo.)UK | US— GoldUS | Erstveröffentlichung: 30. Oktober 2020 feat. Burna Boy                            |
| 2021 | Essence Made in Lagos                         | — | — | — | CH95 Platin · (1 Wo.)CH | UK16 Platin · (21 Wo.)UK | US9 ×5Fünffachplatin · (35 Wo.)US | Erstveröffentlichung: 9. April 2021 feat. Tems                                    |
| 2021 | Mood Made in Lagos                            | NG70 (2 Wo.)NG | — | — | — | UK— SilberUK | US— GoldUS | Erstveröffentlichung: 9. April 2021 feat. Buju                                    |
| 2022 | Bad to Me More Love, Less Ego                 | NG3 Platin · (33 Wo.)NG | — | — | — | UK98 (1 Wo.)UK | — | Erstveröffentlichung: 14. September 2022                                          |
| 2022 | Money & Love More Love, Less Ego              | NG4 (20 Wo.)NG | — | — | — | — | — | Erstveröffentlichung: 27. Oktober 2022                                            |
| 2024 | Piece of My Heart Morayo                      | NG1 (24 Wo.)NG | — | — | — | UK61 (1 Wo.)UK | — | Erstveröffentlichung: 18. Oktober 2024 feat. Brent Faiyaz                         |
| 2024 | Kese (Dance) Morayo                           | NG1 (… Wo.)NG | — | — | — | UK78 (… Wo.)UK | — | Erstveröffentlichung: 15. November 2024                                           |
| 2025 | Gimme Dat –                                   | NG3 (… Wo.)NG | — | — | — | — | — | Erstveröffentlichung: 25. April 2025 mit Ayra Starr                               |
| Folgende Lieder erschienen nicht als Single, wurden aber durch das Album zum Download und Streaming bereitgestellt und konnten somit eine Platzierung erlangen: |                                               | | | | | | |                                                                                   |
| |                                               | | | | | | |                                                                                   |
| 2022 | Essence (Remix) Made in Lagos                 | NG77 (3 Wo.)NG | — | — | — | — | — | feat. Justin Bieber & Tems                                                        |
| 2022 | 2 Sugar More Love, Less Ego                   | NG5 (31 Wo.)NG | — | — | — | UK70 (1 Wo.)UK | — | Charteinstieg: 24. November 2022 feat. Ayra Starr                                 |
| 2022 | Wow More Love, Less Ego                       | NG15 (15 Wo.)NG | — | — | — | — | — | feat. Skepta & Naira Marley                                                       |
| 2022 | Balance More Love, Less Ego                   | NG19 (7 Wo.)NG | — | — | — | — | — |                                                                                   |
| 2022 | Wow More Love, Less Ego                       | NG22 (12 Wo.)NG | — | — | — | — | — |                                                                                   |
| 2022 | Flower Pads More Love, Less Ego               | NG28 (3 Wo.)NG | — | — | — | — | — |                                                                                   |
| 2022 | Slip N Slide More Love, Less Ego              | NG31 (2 Wo.)NG | — | — | — | — | — | feat. Shenseea & Skillibeng                                                       |
| 2022 | Frames (Who’s Gonna Know) More Love, Less Ego | NG32 (3 Wo.)NG | — | — | — | — | — |                                                                                   |
| 2022 | Pressure More Love, Less Ego                  | NG39 (2 Wo.)NG | — | — | — | — | — |                                                                                   |
| 2022 | Deep More Love, Less Ego                      | NG40 (2 Wo.)NG | — | — | — | — | — |                                                                                   |
| 2022 | Plenty Loving More Love, Less Ego             | NG42 (2 Wo.)NG | — | — | — | — | — |                                                                                   |
| 2022 | Special More Love, Less Ego                   | NG44 (1 Wo.)NG | — | — | — | — | — | feat. Don Toliver                                                                 |
| 2024 | One Love O.S.T.                               | NG12 (4 Wo.)NG | — | — | — | — | — |                                                                                   |
| 2024 | IDK S2                                        | NG2 Platin · (18 Wo.)NG | — | — | — | — | — | feat. Zlatan                                                                      |
| 2024 | Ololufe S2                                    | NG4 (17 Wo.)NG | — | — | — | — | — | feat. Wande Coal                                                                  |
| 2024 | Diamonds S2                                   | NG9 (22 Wo.)NG | — | — | — | — | — |                                                                                   |
| 2024 | Energy S2                                     | NG15 (6 Wo.)NG | — | — | — | — | — |                                                                                   |
| 2025 | Bad Girl Morayo                               | NG2 (23 Wo.)NG | — | — | — | — | — | feat. Asake                                                                       |
| 2025 | Troubled Mind Morayo                          | NG5 (9 Wo.)NG | — | — | — | — | — |                                                                                   |
| 2025 | Bend Morayo                                   | NG7 (11 Wo.)NG | — | — | — | — | — |                                                                                   |
| 2025 | Karamo Morayo                                 | NG9 (5 Wo.)NG | — | — | — | — | — |                                                                                   |
| 2025 | Pray Morayo                                   | NG10 (9 Wo.)NG | — | — | — | — | — |                                                                                   |
| 2025 | Time Morayo                                   | NG11 (5 Wo.)NG | — | — | — | — | — |                                                                                   |
| 2025 | A Million Blessings Morayo                    | NG12 (12 Wo.)NG | — | — | — | — | — |                                                                                   |
| 2025 | Apres Minuit Morayo                           | NG13 (6 Wo.)NG | — | — | — | — | — | feat. Tiakola                                                                     |
| 2025 | Break Me Down Morayo                          | NG15 (5 Wo.)NG | — | — | — | — | — |                                                                                   |
| 2025 | Soji Morayo                                   | NG17 (3 Wo.)NG | — | — | — | — | — |                                                                                   |
| 2025 | Bad For You Morayo                            | NG19 (4 Wo.)NG | — | — | — | — | — | feat. Jazmine Sullivan                                                            |
| 2025 | Slow Morayo                                   | NG20 (7 Wo.)NG | — | — | — | — | — | feat. Anais Cardot                                                                |
| 2025 | Don’t Care Morayo                             | NG21 (3 Wo.)NG | — | — | — | — | — |                                                                                   |
| 2025 | Lose Morayo                                   | NG25 (3 Wo.)NG | — | — | — | — | — |                                                                                   |

### Als Gastmusiker
| Jahr | Titel Album                                 | Höchstplatzierung, Gesamtwochen, AuszeichnungChartplatzierungen (Jahr, Titel, Album, Platzierungen, Wochen, Auszeichnungen, Anmerkungen) | Höchstplatzierung, Gesamtwochen, AuszeichnungChartplatzierungen (Jahr, Titel, Album, Platzierungen, Wochen, Auszeichnungen, Anmerkungen) | Höchstplatzierung, Gesamtwochen, AuszeichnungChartplatzierungen (Jahr, Titel, Album, Platzierungen, Wochen, Auszeichnungen, Anmerkungen) | Höchstplatzierung, Gesamtwochen, AuszeichnungChartplatzierungen (Jahr, Titel, Album, Platzierungen, Wochen, Auszeichnungen, Anmerkungen) | Höchstplatzierung, Gesamtwochen, AuszeichnungChartplatzierungen (Jahr, Titel, Album, Platzierungen, Wochen, Auszeichnungen, Anmerkungen) | Höchstplatzierung, Gesamtwochen, AuszeichnungChartplatzierungen (Jahr, Titel, Album, Platzierungen, Wochen, Auszeichnungen, Anmerkungen) | Anmerkungen                                                                                |
| Jahr | Titel Album                                 | NG | DE | AT | CH | UK | US | Anmerkungen                                                                                |
| --- | ------------------------------------------- | --- | --- | --- | --- | --- | --- | ------------------------------------------------------------------------------------------ |
| 2016 | One Dance Views                             | — | DE1 Diamant · (52 Wo.)DE | AT3 (39 Wo.)AT | CH1 (51 Wo.)CH | UK1 ×7Siebenfachplatin · (65 Wo.)UK | US1 Diamant + Platin · (36 Wo.)US | Erstveröffentlichung: 5. April 2016 Drake feat. Wizkid & Kyla                              |
| 2016 | Boom Peace Is the Mission                   | — | DE38 (18 Wo.)DE | AT57 (6 Wo.)AT | — | — | — | Erstveröffentlichung: 2. Mai 2016 Major Lazer & MOTi feat. Ty Dolla Sign, Wizkid & Kranium |
| 2016 | Mamacita Youth                              | — | — | — | — | UK45 Silber · (9 Wo.)UK | — | Erstveröffentlichung: 17. Juni 2016 Tinie Tempah feat. Wizkid                              |
| 2017 | Can’t Believe –                             | — | — | — | — | — | — | Erstveröffentlichung: 18. Mai 2017 Kranium feat. Ty Dolla Sign & Wizkid                    |
| 2017 | My Love Shine                               | — | — | — | — | — | — | Erstveröffentlichung: 8. September 2017 Wale feat. Major Lazer, WizKid & Dua Lipa          |
| 2018 | Soco –                                      | — | — | — | — | UK— SilberUK | US— GoldUS | Erstveröffentlichung: 21. Februar 2018 Starboy feat. Terri, Spotless, Ceeza Milli & Wizkid |
| 2018 | Bella 19                                    | — | — | — | CH57 (3 Wo.)CH | — | — | Erstveröffentlichung: 19. Juli 2018 MHD feat. Wizkid                                       |
| 2019 | I Like –                                    | — | — | — | — | UK74 Silber · (6 Wo.)UK | — | Erstveröffentlichung: 26. Juli 2019 Kojo Funds feat. Wizkid                                |
| 2019 | G Love Revenge Is Sweet                     | — | — | — | — | UK28 Gold · (7 Wo.)UK | — | Erstveröffentlichung: 25. Oktober 2019 Krept & Konan feat. Wizkid                          |
| 2021 | B. D’or –                                   | NG92 Platin · (1 Wo.)NG | — | — | — | — | — | Erstveröffentlichung: 14. Dezember 2021 Verkäufe: + 100.000; Burna Boy feat. Wizkid        |
| 2022 | Call Me Every Day Breezy                    | NG12 (19 Wo.)NG | — | — | CH— GoldCH | UK53 Silber · (6 Wo.)UK | US76 Platin · (1 Wo.)US | Erstveröffentlichung: 17. Juni 2022 Chris Brown feat. Wizkid                               |
| 2022 | Majo –                                      | NG47 (7 Wo.)NG | — | — | — | — | — | Erstveröffentlichung: 25. August 2022 DJ Tunez feat. Wizkid, Alpha P & Tay Iwar            |
| 2023 | Blessings –                                 | NG42 (4 Wo.)NG | — | — | — | — | — | Erstveröffentlichung: 12. Mai 2023 DJ Tunez feat. Wizkid & Gimba                           |
| 2023 | Loju –                                      | NG17 (4 Wo.)NG | — | — | — | — | — | Erstveröffentlichung: 30. Juni 2023 Spinall feat. Wizkid                                   |
| 2023 | Ebelebe Legend or No Legend                 | NG20 (21 Wo.)NG | — | — | — | — | — | Erstveröffentlichung: 18. Oktober 2023 Wande Coal feat. Wizkid                             |
| 2024 | Apala Disco –                               | NG15 Gold · (20 Wo.)NG | — | — | — | — | — | Erstveröffentlichung: 21. Juni 2024 DJ Tunez feat. Wizkid, Seyi Vibez & Terry Apala        |
| 2024 | Work Me Out Never Gets Late Here            | NG46 (4 Wo.)NG | — | — | — | — | — | Erstveröffentlichung: 30. Juli 2024 Shenseea feat. Wizkid                                  |
| 2025 | Kai! Olamide                                | NG3 (… Wo.)NG | — | — | — | — | — | Erstveröffentlichung: 28. April 2025 Olamide feat. Wizkid                                  |
| Folgende Lieder erschienen nicht als Single, wurden aber durch das Album zum Download und Streaming bereitgestellt und konnten somit eine Platzierung erlangen: |                                             | | | | | | |                                                                                            |
| |                                             | | | | | | |                                                                                            |
| 2022 | Many Ways Bad Since ’97                     | NG18 (10 Wo.)NG | — | — | — | — | — | BNXN feat. Wizkid                                                                          |
| 2023 | Slow Motion Love Sick                       | NG61 (4 Wo.)NG | — | — | — | — | — | Don Toliver feat. Wizkid                                                                   |
| 2023 | Link Up Spider-Man: Across The Spider-Verse | NG82 (1 Wo.)NG | — | — | — | — | — | Metro Boomin feat. Don Toliver, Wizkid, Besm & Toian                                       |
| 2024 | MMS Lungu Boy                               | NG1 Platin · (… Wo.)NG | — | — | — | — | — | Asake feat. Wizkid                                                                         |
| 2025 | Billionaires Club Olamide                   | NG60 (… Wo.)NG | — | — | — | — | — | Olamide feat. Wizkid & Darkoo                                                              |
| 2025 | Situation If Only Love Was Enough           | NG19 (… Wo.)NG | — | — | — | — | — | Maleek Berry feat. Wizkid                                                                  |
| 2025 | Forever Be Mine The Last Wun                | — | — | — | — | UK46 (… Wo.)UK | US68 (… Wo.)US | Charteinstieg: 15. August 2025 Gunna feat. Wizkid                                          |

## Promoveröffentlichungen
| Jahr | Titel Album                             | Anmerkungen                                                                              |
| ---- | --------------------------------------- | ---------------------------------------------------------------------------------------- |
| 2021 | System We’re All Alone in This Together | Erstveröffentlichung: 23. Juli 2021 · Verkäufe: + 400.000; Wizkid feat. Wizkid; UK: Gold |

## Statistik

### Chartauswertung
|                     | NG    | DE    | AT    | CH    | UK    | US    |
| ------------------- | ----- | ----- | ----- | ----- | ----- | ----- |
| Nummer-eins-Alben   | NG3NG | DE—DE | AT—AT | CH—CH | UK—UK | US—US |
| Top-10-Alben        | NG3NG | DE—DE | AT—AT | CH—CH | UK—UK | US—US |
| Alben in den Charts | NG5NG | DE—DE | AT—AT | CH3CH | UK4UK | US4US |

|                       | NG     | DE    | AT    | CH    | UK     | US    |
| --------------------- | ------ | ----- | ----- | ----- | ------ | ----- |
| Nummer-eins-Singles   | NG3NG  | DE1DE | AT—AT | CH1CH | UK1UK  | US1US |
| Top-10-Singles        | NG16NG | DE1DE | AT1AT | CH1CH | UK1UK  | US2US |
| Singles in den Charts | NG51NG | DE2DE | AT2AT | CH4CH | UK16UK | US5US |

### Auszeichnungen für Musikverkäufe
| Goldene Schallplatte - Australien - 2023: für die Single Brown Skin Girl - Brasilien - 2021: für die Single Checklist - Frankreich - 2018: für die Single Boom - 2023: für die Single Essence - Kanada - 2020: für das Lied Borrowed Love - 2020: für die Single Soco - 2020: für die Single Brown Skin Girl - 2022: für die Single Joro - 2022: für das Album Made in Lagos - 2022: für die Single Ginger - 2023: für die Single Call Me Every Day - 2023: für die Single Mood - Neuseeland - 2022: für die Single Brown Skin Girl - 2023: für das Album Made in Lagos - Niederlande - 2023: für das Album Made in Lagos - Südafrika - 2024: für das Lied Gyrate - 2024: für das Lied Mighty Wine - 2024: für das Lied Reckless - 2024: für das Lied Roma - 2024: für das Lied Sweet One | Platin-Schallplatte - Dänemark - 2017: für die Single Boom - Südafrika - 2023: für das Lied Longtime - 2023: für das Lied True Love - 2023: für die Single Smile - 2024: für die Single Fever 2× Platin-Schallplatte - Griechenland - 2024: für die Single One Dance - Kanada - 2025: für die Single Come Closer - Südafrika - 2023: für die Single Ginger 3× Platin-Schallplatte - Belgien - 2017: für die Single One Dance - Kanada - 2025: für die Single Essence - Neuseeland - 2025: für die Single Essence - Polen - 2021: für die Single One Dance - Südafrika - 2023: für die Single Essence - 2024: für die Single Come Closer 9× Goldene Schallplatte - Mexiko - 2017: für die Single One Dance | 5× Platin-Schallplatte - Dänemark - 2024: für die Single One Dance - Spanien - 2025: für die Single One Dance 6× Platin-Schallplatte - Italien - 2017: für die Single One Dance 7× Platin-Schallplatte - Portugal - 2024: für die Single One Dance - Schweden - 2016: für die Single One Dance 9× Platin-Schallplatte - Neuseeland - 2024: für die Single One Dance 17× Platin-Schallplatte - Australien - 2025: für die Single One Dance Diamantene Schallplatte - Brasilien - 2024: für die Single One Dance - Frankreich - 2016: für die Single One Dance - 2020: für die Single Bella - Kanada - 2017: für die Single One Dance |

Anmerkung: Auszeichnungen in Ländern aus den Charttabellen bzw. Chartboxen sind in ebendiesen zu finden.
| Land/RegionAuszeichnungen für Musikverkäufe (Land/Region, Auszeichnungen, Verkäufe, Quellen) | Silber     | Gold       | Platin         | Diamant     | Verkäufe   | Quellen                 |
| -------------------------------------------------------------------------------------------- | ---------- | ---------- | -------------- | ----------- | ---------- | ----------------------- |
| Australien (ARIA)                                                                            | —          | Gold1      | 17× Platin17   | —           | 1.225.000  | aria.com.au             |
| Belgien (BRMA)                                                                               | —          | —          | 3× Platin3     | —           | 90.000     | ultratop.be             |
| Brasilien (PMB)                                                                              | —          | Gold1      | —              | Diamant1    | 270.000    | pro-musicabr.org.br BR2 |
| Dänemark (IFPI)                                                                              | —          | —          | 6× Platin6     | —           | 540.000    | ifpi.dk                 |
| Deutschland (BVMI)                                                                           | —          | —          | —              | Diamant1    | 1.500.000  | musikindustrie.de       |
| Frankreich (SNEP)                                                                            | —          | 2× Gold2   | —              | 2× Diamant2 | 766.666    | snepmusique.com         |
| Griechenland (IFPI)                                                                          | —          | —          | 2× Platin2     | —           | 40.000     | Einzelnachweise         |
| Italien (FIMI)                                                                               | —          | —          | 6× Platin6     | —           | 300.000    | fimi.it                 |
| Kanada (MC)                                                                                  | —          | 8× Gold8   | 5× Platin5     | Diamant1    | 1.520.000  | musiccanada.com         |
| Mexiko (AMPROFON)                                                                            | —          | Gold1      | 4× Platin4     | —           | 270.000    | amprofon.com.mx         |
| Neuseeland (RMNZ)                                                                            | —          | 2× Gold2   | 12× Platin12   | —           | 382.500    | radioscope.co.nz NZ2    |
| Niederlande (NVPI)                                                                           | —          | Gold1      | —              | —           | 15.000     | nvpi.nl                 |
| Nigeria (TCSN)                                                                               | —          | Gold1      | 4× Platin4     | —           | 450.000    | turntablecharts.com     |
| Polen (ZPAV)                                                                                 | —          | —          | 3× Platin3     | —           | 150.000    | olis.pl                 |
| Portugal (AFP)                                                                               | —          | —          | 7× Platin7     | —           | 70.000     | Einzelnachweise         |
| Schweden (IFPI)                                                                              | —          | —          | 7× Platin7     | —           | 280.000    | sverigetopplistan.se    |
| Schweiz (IFPI)                                                                               | —          | 4× Gold4   | 2× Platin2     | —           | 80.000     | hitparade.ch            |
| Spanien (Promusicae)                                                                         | —          | —          | 5× Platin5     | —           | 300.000    | elportaldemusica.es     |
| Südafrika (RISA)                                                                             | —          | 5× Gold5   | 12× Platin12   | —           | 410.000    | risa.org.za             |
| Vereinigte Staaten (RIAA)                                                                    | —          | 6× Gold6   | 8× Platin8     | Diamant1    | 21.000.000 | riaa.com                |
| Vereinigtes Königreich (BPI)                                                                 | 8× Silber8 | 4× Gold4   | 9× Platin9     | —           | 8.300.000  | bpi.co.uk               |
| Insgesamt                                                                                    | 8× Silber8 | 36× Gold36 | 112× Platin112 | 6× Diamant6 |            |                         |